# Ceratonereis vittata
Ceratonereis vittata är en ringmaskart som beskrevs av Langerhans 1884. Ceratonereis vittata ingår i släktet Ceratonereis och familjen Nereididae. Inga underarter finns listade i Catalogue of Life.